# Enrique González Martínez
Enrique González Martínez (Guadalajara, 13 de abril de 1871 - Ciudad de México, 19 de febrero de 1952) fue un poeta, editorialista, médico, diplomático y académico mexicano (uno de los "siete dioses mayores de la lírica mexicana", en palabras del crítico Pedro Henríquez Ureña), considerado el último modernista y el primer posmodernista. Fue miembro de la generación del Ateneo de la Juventud, miembro fundador de El Colegio Nacional y socio de honor del Ateneo Español de México. Fue padre del poeta Enrique González Rojo, abuelo del poeta Enrique González Rojo Arthur y de la poetisa Ana Rosa González Matute; el escritor Salvador Elizondo es su sobrino nieto.

## Primeros años
Recibió de su padre las primeras letras tras de lo cual ingresó a la edad de diez años (1881) a la Preparatoria y al Seminario Conciliar y al mismo tiempo en el Liceo de Varones del Estado de Jalisco. En el año de 1893 se recibe de médico en la misma ciudad, en donde también publica algunos versos en revistas y periódicos. Al poco tiempo de recibirse fue nombrado profesor adjunto de fisiología en la Escuela de Medicina. Tras dos años de práctica profesional va a vivir a Culiacán, Sinaloa. En 1903 aparece su primer libro Preludios. En el estado de Sinaloa también se desempeñó políticamente como prefecto en diferentes distritos del Estado y como secretario general de gobierno. Con su tercer libro, Silenter, es recibido como miembro de la Academia Mexicana de la Lengua y cuando ya llevaba cuatro libros de poemas publicados (1911), abandona el ejercicio de la medicina y se establece en la Ciudad de México. Asimismo forma parte del Ateneo de la Juventud, del que llega a ser presidente (1912). Funda la revista literaria Argos (1912) y es editorialista del diario El Imparcial.

## Carrera política
En el ámbito político, durante el período de Victoriano Huerta tuvo el cargo de subsecretario de Instrucción Pública y Bellas Artes en 1913; al año siguiente fue secretario de gobierno del estado de Puebla, profesor de literatura francesa en la Escuela Nacional de Altos Estudios, jefe de clases de literatura y gramática y profesor de literatura mexicana en la Escuela Nacional Preparatoria, en el Distrito Federal. En 1917, al lado de Ramón López Velarde y Efrén Rebolledo, dirige la revista Pegaso. Ingresó en el Servicio Exterior Mexicano en 1920 y ocupó el puesto de ministro plenipotenciario de México en Chile, Argentina, España y Portugal entre los años 1920 y 1931, para luego regresar a México.
En 1931, colaboró con la Fundación Rafael Dondé y el Banco Nacional de Crédito Agrícola. El 20 de enero de 1932 ingresó como miembro numerario de la Academia Mexicana de la Lengua, donde ocupó la silla XIII. Ingresó en 1942 al Seminario de Cultura Mexicana, y en 1943 fue miembro fundador de El Colegio Nacional, donde sustentó conferencias sobre historia literaria. Fue miembro del Liceo Altamirano. En 1944 recibió el Premio Nacional de Literatura Ávila Camacho y se publicaron sus Poesías completas:

Sólo tres huevos tenía

para su viaje el Romero:
los ojos abiertos a la lejanía,

atento el oído y el paso ligero.

Su obra se considera de carácter modernista con influencias del simbolismo francés. Posteriormente, con su libro Los senderos ocultos (1911), rompió con el modernismo. Unos versos de este libro se hicieron célebres:

Tuércele el cuello al cisne de engañoso plumaje

que da su nota blanca al azul de la fuente;
él pasea su gracia no más, pero no siente
el alma de las cosas ni la voz del paisaje.
Huye de toda forma y de todo lenguaje
que no vayan acordes con el ritmo latente
de la vida profunda... y adora intensamente

la vida, y que la vida comprenda tu homenaje.

Oponiendo al símbolo de la belleza modernista el búho meditabundo y misterioso del posmodernismo neorromántico.

Él no tiene la gracia del cisne, mas su inquieta

pupila, que se clava en la sombra, interpreta

el misterioso libro del silencio nocturno.

Sus poemas tienen gran distinción lingüística, profundidad filosófica y elegante sobriedad. Algunos de los más célebres son "A la que va conmigo", "Cuando sepas hallar una sonrisa", "Eran dos hermanas", "Busca en todas las cosas", "El sembrador de estrellas", "¿Te acuerdas de la tarde?", "Y pienso que la vida", "Por que ya mis tristezas", el ya citado "Tuércele el cuello al cisne" y "Yo voy alegremente", entre otros. Algunos hitos de su trayectoria poética son Ausencia y canto, motivado por la muerte de su esposa, o Bajo el signo mortal, por la del hijo, también poeta, Enrique González Rojo. En uno de sus últimos libros, Babel, denuncia el holocausto atómico de la II Guerra Mundial. Como traductor, destaca la antología Jardines de Francia (México, 1915), que contiene versiones de Charles Baudelaire, José María de Heredia, Paul Verlaine, Maurice Maeterlinck, Émile Verhaeren, Georges Rodenbach, Francis Jammes y otros.[cita requerida]

## Candidato al Premio Nobel y muerte

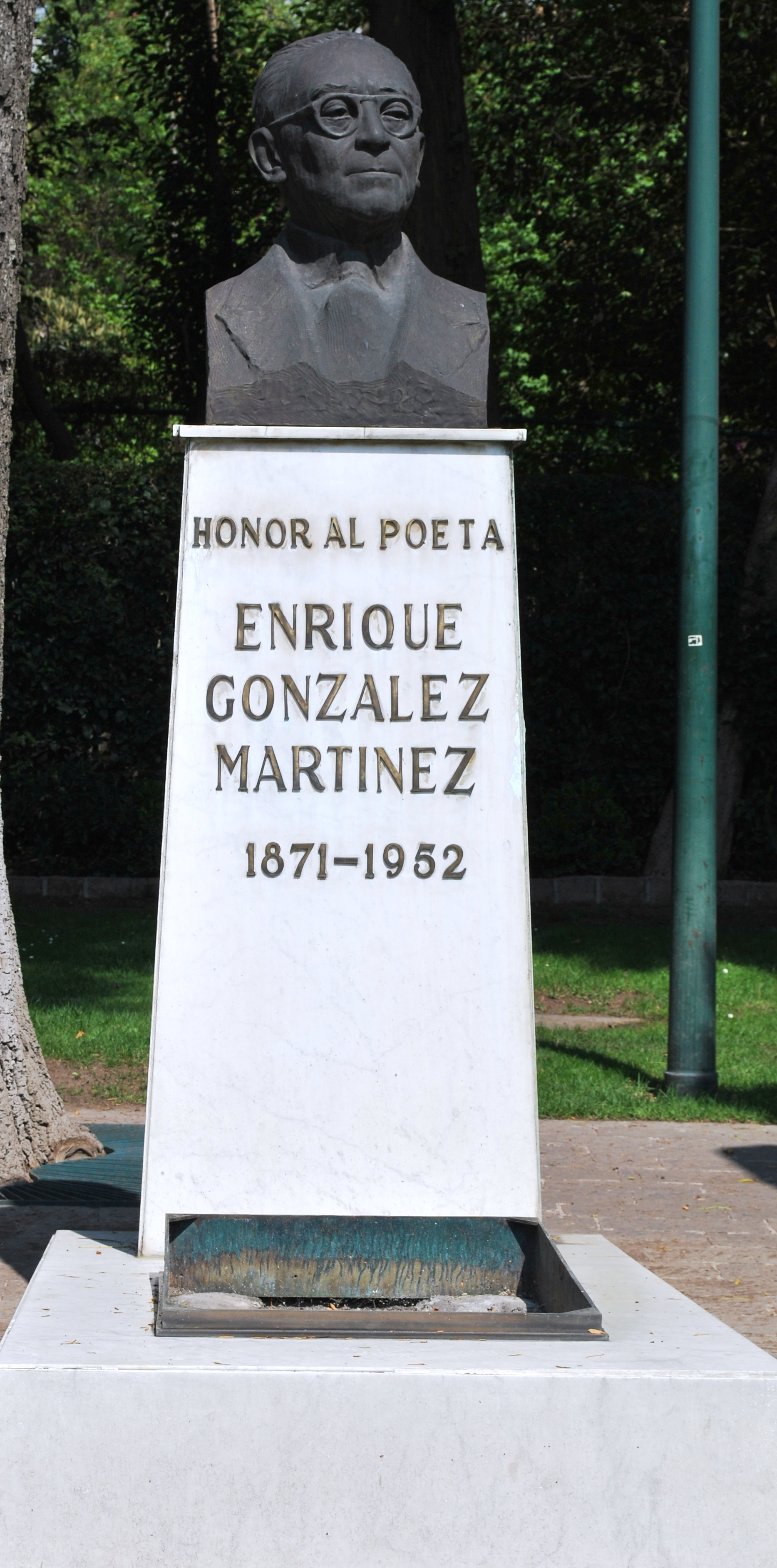
Sepulcro de Enrique González Martínez, en la Rotonda de las Personas Ilustres, en la Ciudad de México.

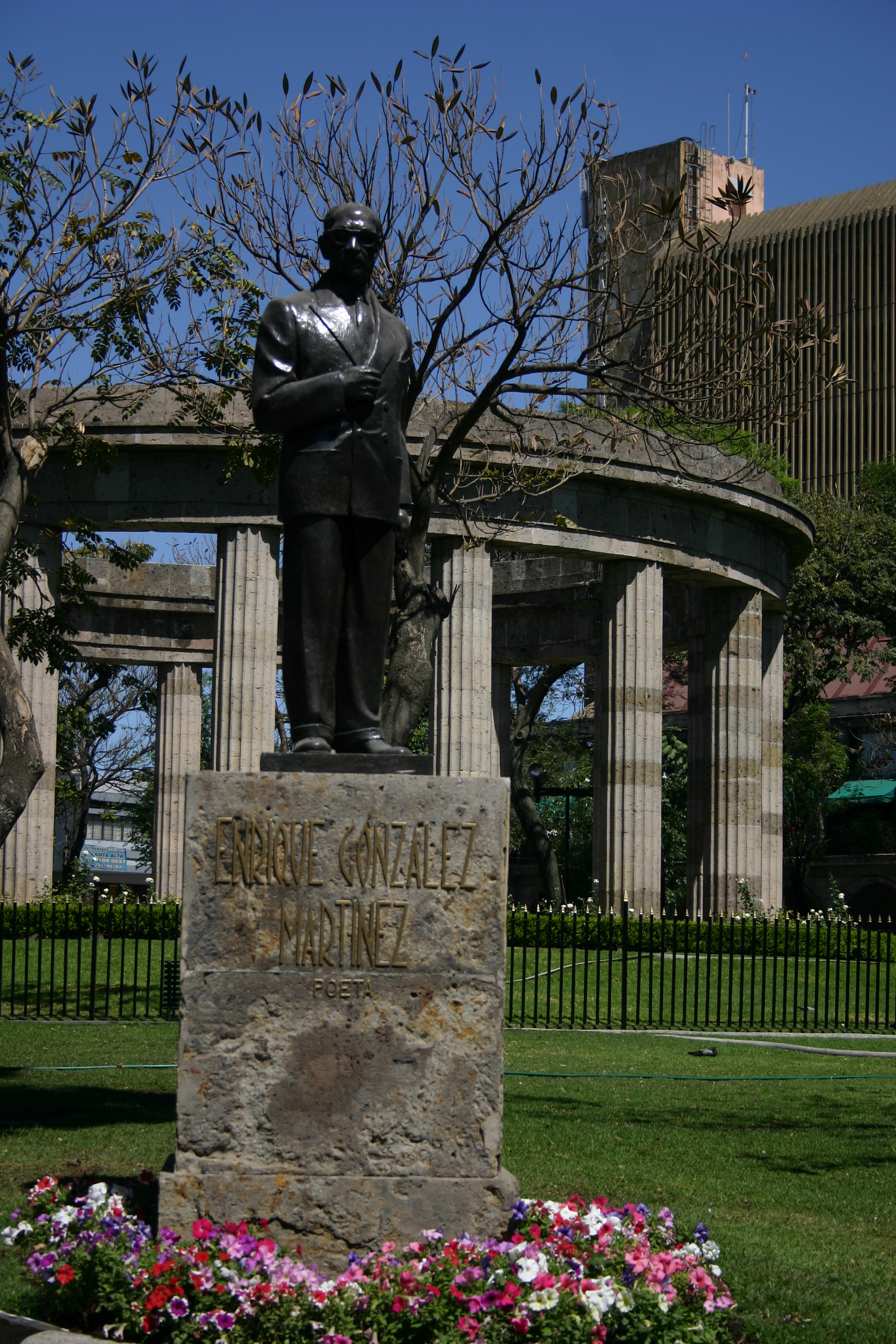
Monumento a Enrique González Martínez, en la Rotonda de los Jaliscienses Ilustres, Guadalajara.

A partir de la apertura de los archivos de la Fundación Nobel, de los nombres de las personas nominadas al Premio Nobel de Literatura de los años 1901 a 1950, se ha hecho público que el poeta Enrique González Martínez fue candidato al premio en 1949, postulado por Antonio Castro Leal. Sin embargo, el premio fue otorgado al estadounidense William Faulkner.
Enrique González Martínez falleció en la Ciudad de México el 19 de febrero de 1952 y fue sepultado en la Rotonda de las Personas Ilustres.

## Obras
- Obras completas, ed. y pról. de Antonio Castro Leal, México: El Colegio Nacional, 1971.

### Lírica
- Poesías completas, México: Asociación de Libreros y Editores Mexicanos, 1944.
- Preludios, 1903.
- Lirismos, 1907
- Silenter, 1909.
- Los senderos ocultos, 1911.
- La muerte del cisne, 1915.
- La hora inútil, 1916.
- El libro de la fuerza, de la bondad y del ensueño, 1917.
- Parábolas y otros poemas, 1918.
- Poemas de ayer y de hoy, 1918.
- Los cien mejores poemas de Enrique González Martínez con estudio de Manuel Toussaint, Ed. Cvltura, 1920.
- La palabra del viento, 1921.
- El romero alucinado, 1923.
- Señales furtivas, 1926.
- Poemas truncos, 1935.
- Ausencia y canto, 1937.
- El diluvio de fuego, 1938.
- Poesía, 1898-1939, (1939-1940), 3 vols.
- Tres rosas en el ánfora, 1939.
- Bajo el signo mortal, 1942.
- Segundo despertar y otros poemas, 1945.
- Vilano al viento, 1948.
- Babel, 1949.
- El nuevo Narciso y otros poemas, 1952, póstumo.[6]

### Memorias
- El hombre del búho, 1944.
- La apacible locura, 1951.

## Familia
Su hijo, Enrique González Rojo, fue escritor y poeta. Su nieto, Enrique González Rojo Arthur, fue poeta y activista.